# Simulium dukei
Simulium dukei är en tvåvingeart som beskrevs av Lewis, Disney och Crosskey 1969. Simulium dukei ingår i släktet Simulium och familjen knott.
Artens utbredningsområde är Kamerun. Inga underarter finns listade i Catalogue of Life.